# Gotra varipes
Gotra varipes är en stekelart som först beskrevs av Cameron 1903.  Gotra varipes ingår i släktet Gotra och familjen brokparasitsteklar. Inga underarter finns listade i Catalogue of Life.